# Ansitz Lafay

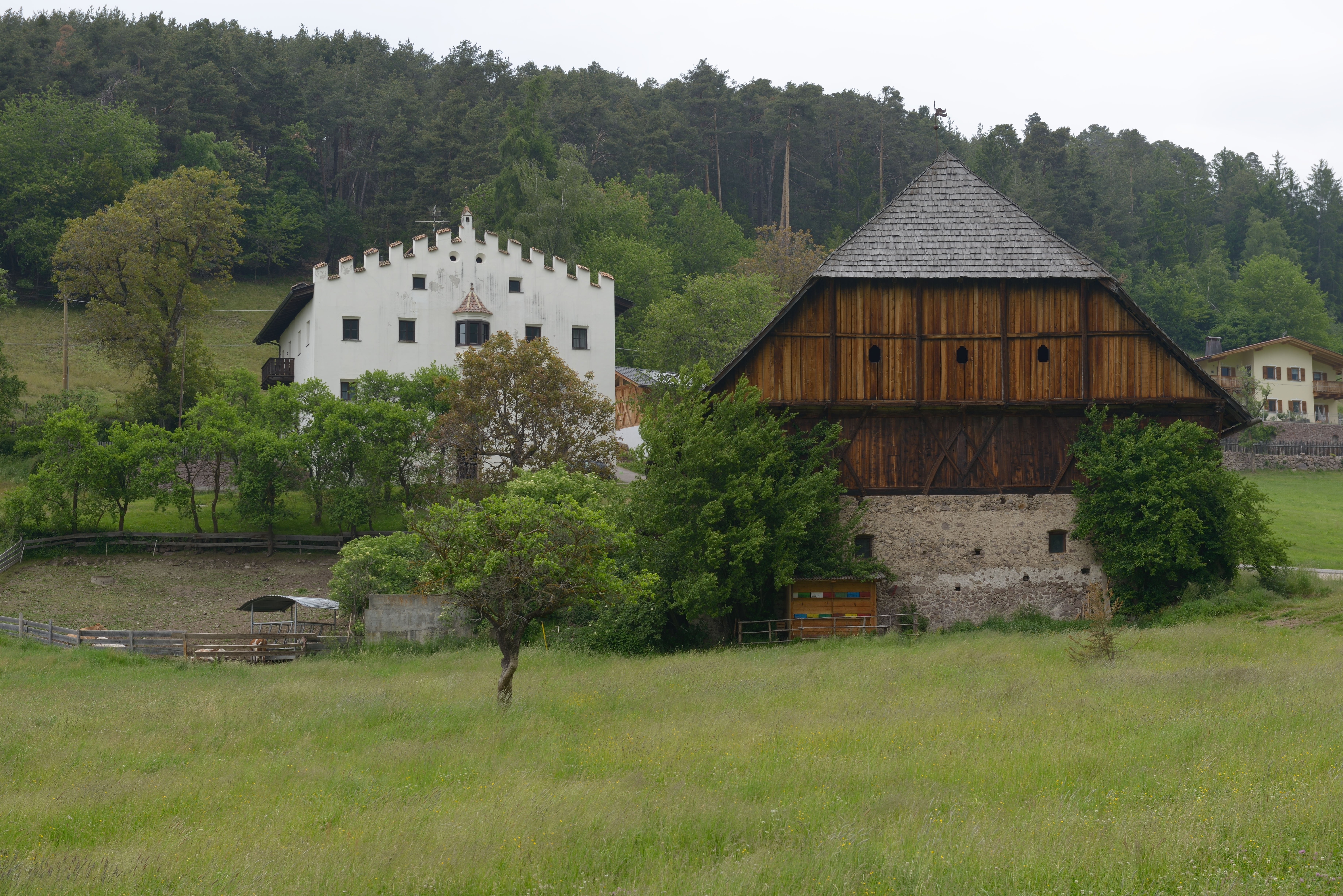
Ansitz Lafay in Kastelruth

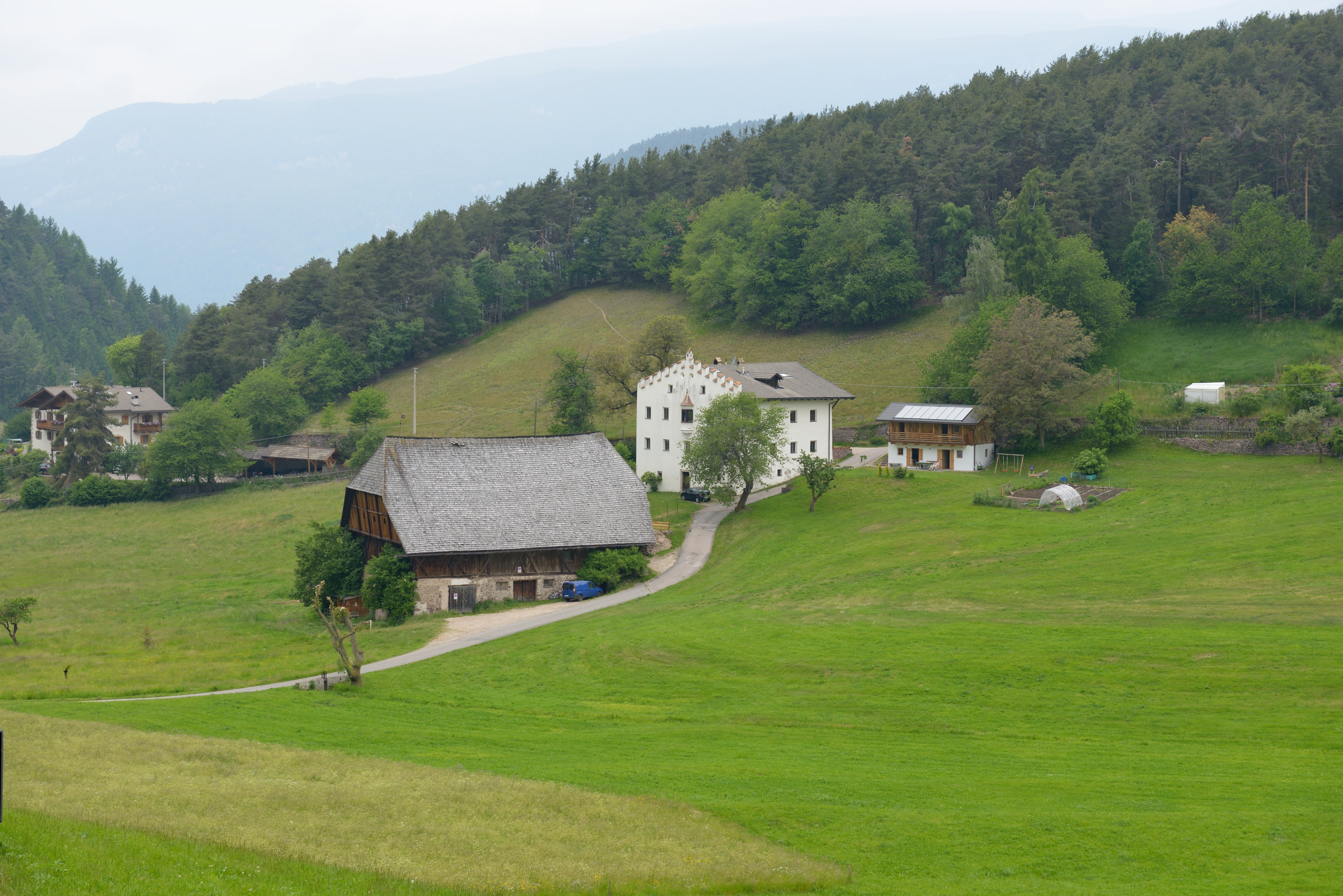
Gesamtansicht

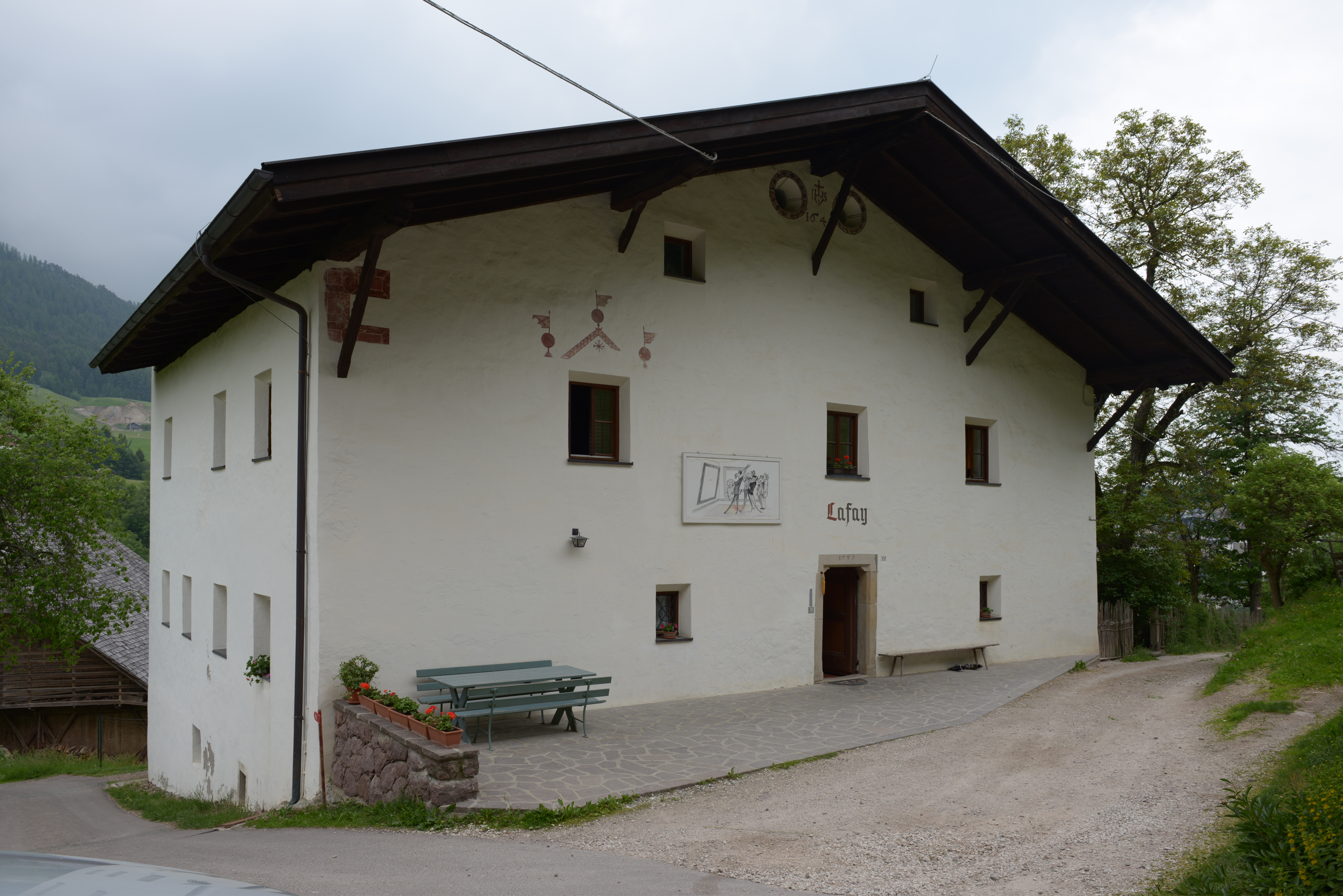
Nordseite

Der Ansitz Lafay ist ein geschütztes Baudenkmal in der Gemeinde Kastelruth in Südtirol. 

## Geschichte
Den Namen verdankt das Anwesen der seit 1260 dort ansässigen niederen Adelsgeschlecht, das sich nach danach "Lafay" nannte. 1375 erscheint Hans von Lafay als Hauptmann und Pfleger von Rodnegg. 1441 bekleidete Niklas Lafay das Amt des Richters von Kastelruth und 1502 Perchtold von Lafay das Amt des Pflegers von Hauenstein. Von 1557 bis 1559 erhielt das Gebäude seine heutige Form und Gestalt im Stil der Renaissance mit Fassadenerker und Zinnengiebel. Ein weiterer Umbau erfolgte im 17. Jahrhundert. Nachdem die Familie erloschen war, gehörte der Ansitz bis 1781 den Kraus von Sala und fiel darauf an eine bürgerliche Familie. 1920 wurde das Gebäude umgebaut. Am 20. November 1950 erfolgte die Unterschutzstellung.

## Beschreibung
Der Ansitz besitzt an der südlichen Frontseite einen Zinnengiebel mit Fassadenerker und an der Nordseite eine steingerahmte Schulterbogentüre mit der Jahreszahl "1559". Die Hausgänge sind mit einem Kreuzgratgewölbe versehen. In einer Stube befindet sich ein grüner Kachelofen mit dem Wappen der Kraus (von Sala). Zu dem Gebäudeensemble gehörte neben dem Wohnhaus ein altes, mit Schindeln gedecktes Wirtschaftsgebäude.